# Habeas Corpses
Habeas Corpses conocido en América Latina como Juicio Final y en España como Muertos vivientes es el octavo episodio de la cuarta temporada de la serie de televisión estadounidense Ángel. El guion del episodio fue escrito por Jeffrey Bell y la dirección estuvo a cargo de Skip Schoolnik. Se estrenó en los Estados Unidos el 15 de enero de 2003.
En este episodio Wolfram & Hart está siendo atacado por la bestia quien al parecer tiene un propósito allí. Ángel y la pandilla se ven obligados a intervenir cuando Connor creyendo ser el responsable se queda atrapado en el edificio junto al poderoso demonio y todos los empleados del despacho convertidos en zombis.

## Argumento
Gunn, Lorne y Wesley regresan heridos al Hyperion, donde son recibidos por Fred quien se abraza con su novio, aliviada de que siga con vida. En la guarida de Connor, Cordelia le explica al adolescente que sólo se acostó con él porque estaban bajo una circunstancia explícita y que no se repetirá. Connor se enfurece por escuchar eso y se va, culpándose nuevamente del surgimiento de la bestia. Lilah visita a Wesley y se alivia de encontrarlo vivo, pero el inglés ya no la trata con afecto y rompe de una vez por todas su relación con ella, escogiendo pelear por el lado del bien de nuevo. 
Connor irrumpe en la oficina de Lilah y le exige respuestas sobre la bestia para esclarecer si está o no conectado al demonio. De repente, la luz del edificio se va y la bestia aparece, masacrando a todos los empleados del edificio que se encuentra en su camino, incluyendo a Gavin. Connor trata de detenerlo pero es derrotado fácilmente por el invencible demonio. La bestia trata de matar a Lilah, pero es detenido por Wesley, quien consigue escapar del edificio con su examante. Antes de separarse Lilah le confirma a Wesley que Connor está atrapado en el edificio.
Wesley llega al Hyperion para informarle a la pandilla de la situación de Connor. Todos menos Lorne y Cordelia (esta última obligada a quedarse por un herido emocionalmente Ángel) parten al edificio a buscar al hijo adolescente del vampiro. En el interior del edificio, la pandilla no tarda en encontrarse con Connor aunque también se encuentran con una sorpresa más desagradable: los empleados muertos de W&H convertidos en unos zombis. Al verse acorralados en una situación de tal magnitud, Ángel sugiere que todos escapen en la alcoba blanca, una habitación mística importante del edificio que puede conceder lo que sea. Para la sorpresa de todos, se encuentran con la Bestia asesinando a la niña de la alcoba blanca al succionarle una especie de extraña energía de su cuerpo. "La respuesta está entre ustedes" dice la niña antes de usar su último aliento para transportarlos a Investigaciones Ángel, fuera del edificio de Wolfram & Hart y por lo tanto lejos de la bestia. 
Una vez que todos se encuentran sanos y salvos dentro del Hyperion, Ángel corre a Cordelia al revelarle que sabe que durmió con Connor.

## Elenco

### Principal
- David Boreanaz como Ángel.
- Charisma Carpenter como Cordelia Chase.
- J. August Richards como Charles Gunn.
- Amy Acker como Winifred Burkle.
- Vincent Kartheiser como Connor.
- Alexis Denisof como Wesley Wyndam-Pryce.

## Redacción
Nunca se dio una explicación de la zombificacion de los empleados de Wolfram & Hart. Aunque se sugirió que se trataba de las acciones de la Bestia. Lilah Morgan posteriormente desmiente este hecho explicando que los empleados del despacho tienen esos efectos por culpa de sus contratos.